# Orthetrum africanum
Orthetrum africanum – gatunek ważki z rodziny ważkowatych (Libellulidae).